# Neotrichoporoides uniguttatus
Neotrichoporoides uniguttatus är en stekelart som beskrevs av Girault 1913. Neotrichoporoides uniguttatus ingår i släktet Neotrichoporoides och familjen finglanssteklar. Inga underarter finns listade i Catalogue of Life.